# Anneville-sur-Scie
Anneville-sur-Scie è un comune francese di 485 abitanti situato nel dipartimento della Senna Marittima nella regione della Normandia.

## Toponimo
Il nome della località è documentato nella forma Anslevillam nel 1189.
L'idronimo Scie, fiume costiero della Normandia che si getta nella Manica, è stato aggiunto nel 1962.

## Società

### Evoluzione demografica
Abitanti censiti